# Sorosilicaat

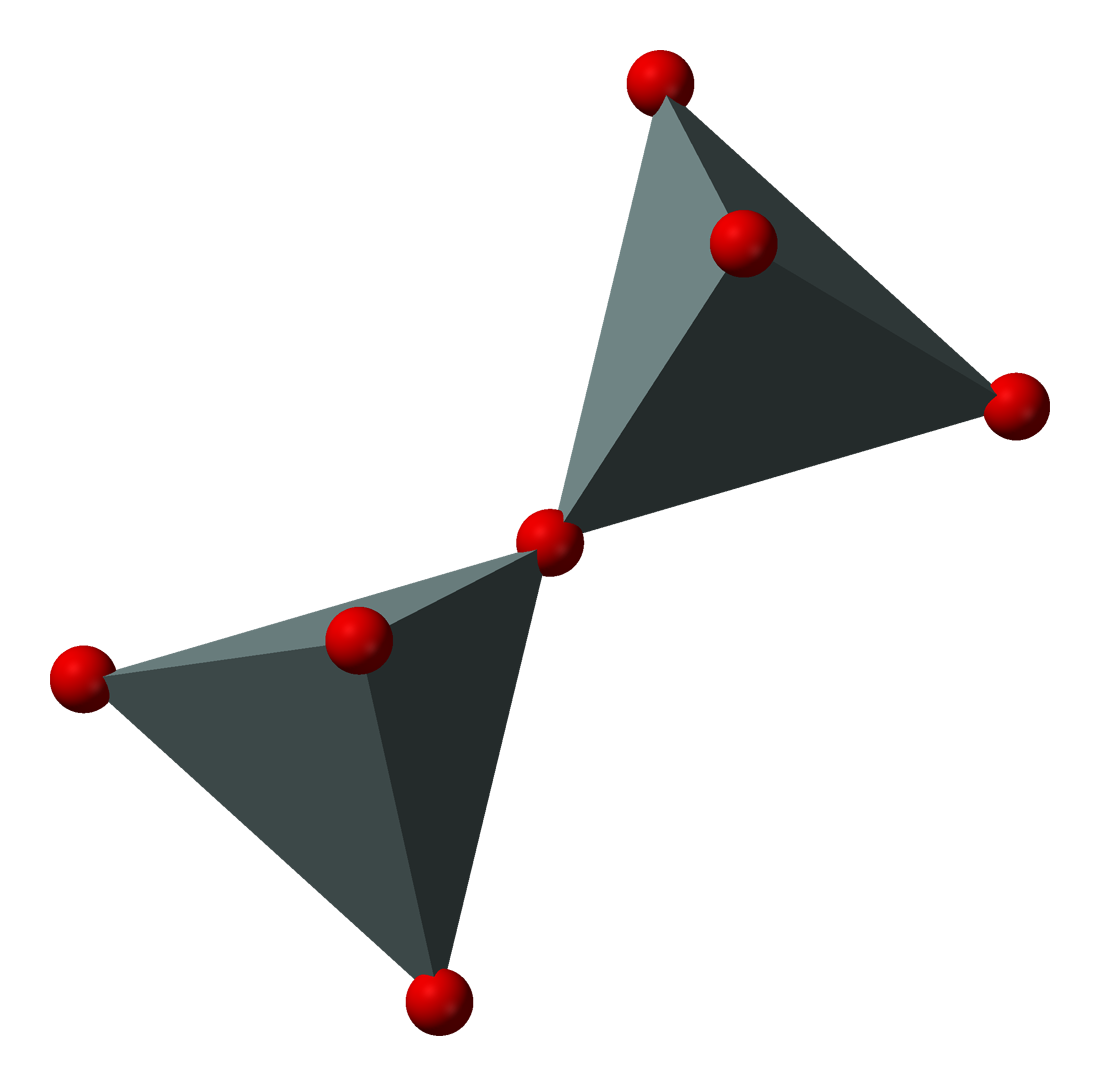
Si_{2}O_{7}

Een sorosilicaat is een silicaat dat uit geïsoleerde dubbele regelmatige viervlakken is opgebouwd van siliciumdioxide, die dus groepen van Si2O7 vormen. De dubbele viervlakken worden door ionen bij de zes vrije zuurstof atomen bij elkaar gehouden. Voorbeelden van sorosilicaten zijn de mineralen vesuvianiet en epidoot.
Epidoot is ook een mineralengroep en bestaat uit een aantal sorosilicaten, waarvan het mineraal epidoot de belangrijkste is.
Soror is het Latijn voor zus.
Nesosilicaat · Inosilicaat · Sorosilicaat · Cyclosilicaat · Tectosilicaat · Fyllosilicaat